# Siron Franco

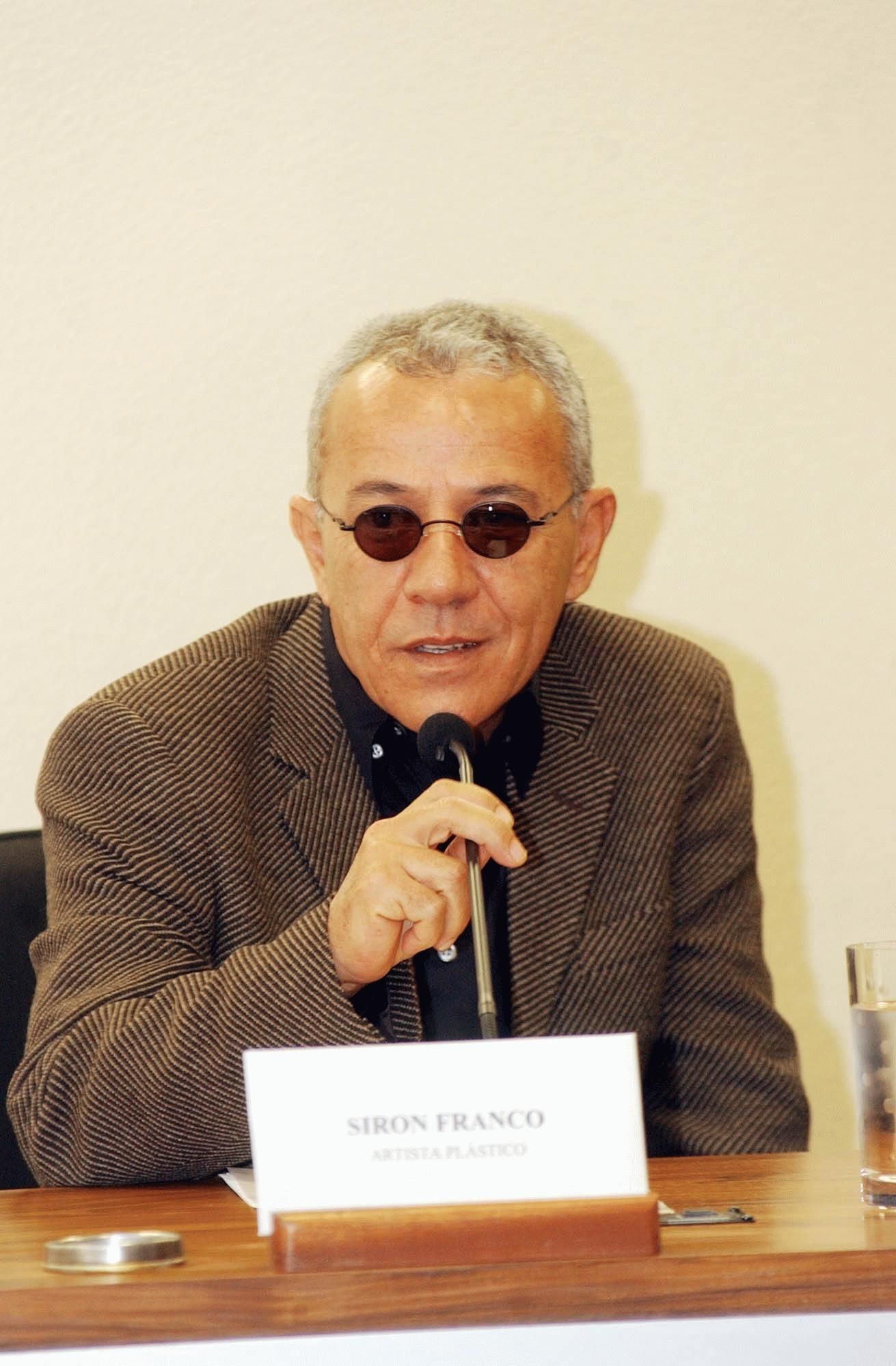
Siron Franco (2003)

Gessiron Alves Franco, bekannt als Siron Franco, (* 25. Juli 1947 in Cidade de Goiás) ist ein brasilianischer Maler, Zeichner und Bildhauer.

## Leben
Siron Franco kommt aus einer Familie die in ärmlichen Verhältnissen lebte und hat zehn Geschwister. Nach Kindheit und Jugend in Goiânia heiratete er noch vor dem Umzug nach São Paulo Goiaci Milhomen. In São Paulo arbeitete er 1969 bis 1971 mit dem wegen jüdischer Herkunft vertriebenen deutschen Maler, Grafiker und Publizisten Walter Lewy, dem bedeutendsten Vertreter des brasilianischen Surrealismus. 1975 gewann er den Internationalen Preis für Malerei der Biennale von São Paulo, und beim 24º Salão Nacional de Arte Moderna im Museu Nacional de Belas Artes den „prêmio de viagem ao exterior“, einen Förderpreis für Reisen nach Übersee, den er zwischen 1976 und 1978  für Aufenthalte in Europa nutzte.

## Werk
Das eigenständige und umfangreiche Werk mit Bezügen zu Surrealismus, Phantastischer Malerei und Moderne reflektiert die brasilianische Kultur und die zeitgenössische Kunst Europas und Amerikas. Zum Programm des Künstlers gehört der Versuch, sich als teilnehmender Bürger in den sozialen und politischen Prozess einzumischen, manchmal auch in der Sprache der Kunst. Einige Installationen Francos haben den Charakter von Interventionen und sind als Kritik  an Zuständen in den Städten Brasiliens interpretierbar.  Mit dem „Monumento às Nações Indígenas“, dem Denkmal für die Indigenen Nationen ehrt Franco die Kreativität der brasilianischen Ureinwohner als Beitrag zur brasilianischen Kunst und Kultur, und auch als eine der Quellen seiner eigenen Kunst. Das 1992 geschaffene, über 3700 Quadratmeter umfassende Denkmal aus 500 je 2,30 Meter hohen Betonstelen wurde durch Vandalismus zerstört.
Das malerische Werk Siron Francos ist in Galerien und Museen in Brasilien und im Ausland solide präsent. Obwohl es Bilder im Gesamtwerk gibt, die auf den ersten Blick plakativ und dekorativ wirken, ist die Bildsprache nie harmlos. Sie spielt auf europäische Konzepte der Moderne und Postmoderne bewusst an; freundlich irritierend wie Magritte, sezierend wie Grosz und Bacon. Die Ikonografie vermittelt einen kritischen Subtext, der in brasilianischen und lateinamerikanischen Kulturen (auch bezüglich jeweils gegenwärtiger Ereignisse) verstanden wird.

## Einzelausstellungen
- 1980: Museu de Arte Moderna da Bahia (MAM/BA), Salvador da Bahia
- 1980: Museu de Arte de São Paulo (MASP)
- 1982: Galeria Bonino, Rio de Janeiro
- 1988: Galerie Inge Baecker, Köln
- 1992: Siron Franco: recent paintings. Elms Lesters Painting Rooms, London
- 1995: Objetos Mágicos. Museu Nacional de Belas Artes (MNBA), Rio de Janeiro
- 1995: Objetos Mágicos. Museu de Arte de São Paulo (MASP), São Paulo
- 1999: A Vida Bate. Museu Brasileiro da Escultura (MuBE), São Paulo
- 2000: Siron Franco: Cocoons. Elms Lesters Painting Rooms, London
- 2000: Siron 800 Vezes: cerâmicas. Museu Nacional de Belas Artes (MNBA), Rio de Janeiro
- 2001: Casulos. Galeria Nara Roesler, São Paulo
- 2002: Desenhos Siron Franco. Galeria Paulo Darzé, Salvador da Bahia
- 2002: Intolerância. Installation. Memorial da Liberdade, São Paulo

## Ausstellungsbeteiligungen
- 1987: Art of the Fantastic. Latin-America 1920-1987. Indianapolis Museum of Art, Indianapolis; The Queens Museum of Art, New York (mit Katalog)
- 1988: Brasil Já: Beispiele zeitgenössischer brasilianischer Malerei. Museum Morsbroich, Leverkusen; 1989 Sprengel Museum Hannover (mit Katalog)
- 1989: Introspectives: contemporary art by americans and brazilians of african descent. The California Afro-American Museum, Los Angeles; 1990 The Bronx Museum of the Arts, New York (mit Katalog)
- 1992: Cross Culture Currents in Contemporary Latin American Art. Canning House, London
- 1992: Brasilien. Entdeckung und Selbstentdeckung. Kunsthaus Zürich (mit Katalog)
- 1999: Siron Franco & Ivald Granato – Zeitgenössische Malerei aus Brasilien. Galerie HILT, Basel